# Argyresthia fundella
Die Gebänderte Tannennadelmotte (Argyresthia fundella) ist ein Schmetterling (Nachtfalter) aus der Familie der Gespinst- und Knospenmotten (Yponomeutidae).

## Beschreibung
Der kleine Falter hat eine Flügelspannweite von 9 bis 10 Millimeter. Die Vorderflügel sind weiß mit hellbraunen Schecken, die oft eine in der Mitte unterbrochene Bindenzeichnung ergeben. Die größeren, dunklen Flecke befinden sich am Hinterrand und nicht am Vorderrand der Vorderflügel, wie bei Argyresthia retinella. Die Raupen haben einen dunkelgrünen Körper und einen schwarzen Kopf. Ihr Körper ist abgeflacht und spindelförmig. Die Brustbeine sind braun, die Hinterbeine sind zurückgebildet.

### Ähnliche Arten
- Thujaminiermotte (Argyresthia thuiella) (Futterpflanze hauptsächlich Thujen)
- Argyresthia retinella (Futterpflanze hauptsächlich Weide und Birke)
- Wacholderminiermotte (Argyresthia trifasciata) (Futterpflanze hauptsächlich Wacholder)

## Verbreitung
Die Art wurde in weiten Teilen Mitteleuropas und Osteuropas gefunden. Ihr Verbreitungsgebiet umfasst das Gebiet von Skandinavien und Weißrussland bis zu den Pyrenäen, Italien, Bulgarien und von Frankreich bis in die Ukraine, auf der Balkanhalbinsel südlich bis Griechenland. Aus Irland, Großbritannien, von der Iberischen Halbinsel und Finnland liegen keine Nachweise vor.

## Biologie
Raupen können vom Spätsommer bis zum April gefunden werden. Als Nahrungspflanzen werden Kieferngewächse (Pinaceae) angegeben, hauptsächlich Tannen (Gattung Abies). In älterer Literatur werden auch Fichten (Picea) genannt, dies wird aber in neuerer Literatur als Fehlbestimmung interpretiert. Die Minen befinden sich normalerweise in der distalen Hälfte der Nadel. Die Raupen minieren zuerst in Richtung der Nadelspitze und kehren dann auf der anderen Seite der Nadel zurück. Kotkügelchen werden hauptsächlich an der Spitze deponiert. Am Beginn der Mine befindet sich ein rundes Loch, welches die Larve nutzt, um die Mine schließlich zu verlassen. Der ausgefressene Gang ist weißlich. Das Loch ist mit Seide verschlossen. Eine einzige Raupe miniert in mehreren Nadeln, bevor sie in der Mine überwintert. Die Raupen verpuppen sich außerhalb der Mine an der Unterseite der Nadel. Die Falter fliegen von Mai bis Juni in einer Generation.

## Schadwirkung
Die minierten Nadeln werden braun und sterben ab. Die Art ist in Kroatien auf Weiß-Tanne und in Griechenland auf Griechischer Tanne als Forstschädling angegeben, hat aber meist keine besondere ökonomische Bedeutung. In Österreich wurde sie als Schädling in Weihnachtsbaumkulturen gemeldet.

## Taxonomie
Die Art wurde von Josef Emanuel Fischer von Röslerstamm 1835 als Oecophora fundella erstbeschrieben.